# Dariusz Kasprzak
Dariusz Antoni Kasprzak (ur. 11 marca 1966 r. w Krakowie) – polski duchowny katolicki, brat mniejszy kapucyn (OFMCap), patrolog, historyk Kościoła, profesor nauk teologicznych, profesor zwyczajny Papieskiego Uniwersytetu Jana Pawła II w Krakowie.

## Życiorys
Po uzyskaniu matury (III LO im. Jana Kochanowskiego w Krakowie), w 1985 wstąpił do zakonu kapucynów prowincji krakowskiej. W zakonie pełnił m.in. funkcje: radnego klasztoru krakowskiego (2000-2004), zastępcy redaktora naczelnego „Studia Laurentiana” (2001-2005) oraz kustosza biblioteki prowincjalnej (1999-2016). Za jego zarządu w zbiorach biblioteki przybyło 26867 nowych tytułów.
Magisterium z teologii w zakresie historii Kościoła uzyskał w 1992 w Papieskiej Akademia Teologicznej (PAT) w Krakowie (promotor: ks. prof. dr hab. Jan Związek). W latach 1992–1999 studiował patrologię w Papieskim Instytucie Patrystycznym Augustinianum w Rzymie, gdzie uzyskał kolejno: licencjat kanoniczny (1995; promotor: o. prof. Luigi Padovese OFMCap, promotor pomocniczy: prof. Maria Grazia Mara), dyplomat (1996), doktorat (1999; promotor: o. prof. Luigi Padovese OFMCap, promotorzy pomocniczy: o. prof. Angelo Di Berardino OSA, o. prof. Nello Cipriani OSA). Stopień doktorski nostryfikował na Wydziale Teologicznym PAT w Krakowie (1999).
Zatrudniony w PAT w Krakowie, w Katedrze Patrologii i Historii Dogmatu, od roku akademickiego 2000/2001, najpierw na podstawie umowy o dzieło, następnie w wymiarze pół etatu na stanowisku asystenta naukowo-dydaktycznego (2002-2005) i adiunkta naukowo-dydaktycznego (2005–2008). Stopień doktora habilitowanego teologii w zakresie patrologii otrzymał w 2008, następnie został zatrudniony w wymiarze całego etatu na stanowisku adiunkta z habilitacją (2008-2012). Po przekształceniu PAT w Uniwersytet Papieski Jana Pawła II (UPJPII) sprawował funkcję prodziekana Wydziału Teologicznego (2009-2011), a w latach 2012-2022 zatrudniony na stanowisku profesora nadzwyczajnego. W latach 2011–2013 odbywał staże badawcze w Instytucie Historycznym Kapucynów w Rzymie. Jako profesor wizytujący prowadził wykłady zagraniczne w Rzymie (2013; Pontificia Università Antonianum) i we Florencji (2016; Facoltà Teologica dell’Italia Centrale). Pełnił funkcję koordynatora współpracy naukowo-dydaktycznej Wydziału Teologicznego UPJPII w Krakowie z wydziałami teologicznymi Italii (2014-2016). Tytuł profesora nauk teologicznych otrzymał w 2019. Na stanowisku profesora zwyczajnego UPJPII zatrudniony od 2023 roku.
Wykładowca patrologii oraz duchowości patrystycznej w krakowskich seminariach i instytutach afiliowanych do PAT / UPJPII: WSD OFM Cap. / Studium Franciszkańskie (1999-), WSD SDB / Instytut Salezjański (2000-), WSD OFM w Kalwarii Zebrzydowskiej (1999-2004), WSD CR (2002-2003), Międzyzakonny Wyższy Instytut Katechetyczny (2005-2008), Instytut Teologiczny w Bielsku-Białej (2011-2012), Karmelitański Instytut Duchowości (2001-2022).

## Przynależność do stowarzyszeń naukowych i redakcji czasopism
Sekcja Patrystyczna przy Komisji Episkopatu ds. Nauki Katolickiej (1999-), Polskie Towarzystwo Teologiczne w Krakowie (2000-), zastępca redaktora naczelnego „Studia Laurentiana” (2001-2005), zespół redakcyjny czasopisma wydziałowego „Polonia Sacra” (2009-2023), zastępca redaktora naczelnego „Polonia Sacra” (2012-2023), International Association of Patristic Studies (2010-2023), Rada Programowa Instytutu Studiów Franciszkańskich (2012-), Rada Naukowa dla serii wydawniczej Źródła Monastyczne wydawnictwa Benedyktynów Tyniec (2013-), dyrektor Ośrodka Studiów Franciszkańskich na UPJPII (2023-), komitet redakcyjny serii Pisma Starochrześcijańskich Pisarzy (2025-).

## Publikacje
Z ważniejszych publikacji.:
- Le forme di vita sociale in Paolino, Roma 1999.
- Ojciec Hieronim Ryba kapucyn galicyjski doby przełomu, Stalowa Wola 2000.
- Il pensiero sociale di Paolino da Nola, Kraków 2003.
- Duszpasterze V wieku. Studium porównawcze myśli pasterskiej św. Piotra Chryzologa i Salwiana z Marsylii, Kraków 2008.
- The studies regarding monasticism and voluntary poverty in the patristic Church, Kraków 2017.
- The Pastors of the 5th century. A Comparative Study of the Pastoral Works of St. Peter Chrysologus and Salvian of Marseilles, Kraków 2017.
- Kształtowanie się nauki o niebie w teologii patrystycznej I-III wieku, Kraków 2017.
- Życie i działalność o. Hieronima Ryby (1850-1927), Kraków 2021.
- Valenza teologica ed etica del concetto di «patientia» in Ilario di Poitiers, Kraków 2022[6].